# Andy Granda
Andy Granda, né le 4 février 1992, est un judoka cubain.

## Carrière
Il remporte la médaille d'or dans la catégorie des plus de 100 kg lors des Championnats du monde 2022 à Tachkent.

## Palmarès

### Compétitions internationales
| Année | Compétition                | Lieu        | Résultat | Catégorie       |
| ----- | -------------------------- | ----------- | -------- | --------------- |
| 2014  | Championnats panaméricains | Guayaquil   | 2e       | Moins de 90 kg  |
| 2017  | Championnats panaméricains | Panama      | 2e       | Moins de 100 kg |
| 2018  | Championnats panaméricains | San José    | 3e       | Plus de 100 kg  |
| 2019  | Championnats panaméricains | Lima        | 3e       | Plus de 100 kg  |
| 2019  | Jeux panaméricains         | Lima        | 1er      | Plus de 100 kg  |
| 2020  | Championnats panaméricains | Guadalajara | 1er      | Plus de 100 kg  |
| 2022  | Championnats panaméricains | Lima        | 1er      | Plus de 100 kg  |
| 2022  | Championnats du monde      | Tachkent    | 1er      | Plus de 100 kg  |